# Mistrzostwa Świata w Piłce Siatkowej Mężczyzn 1978
IX Mistrzostwa Świata w Piłce Siatkowej Mężczyzn odbyły się w Rzymie. Trwały od 20 września do 1 października 1978 roku.

## Drużyny uczestniczące
| Grupa A                   | Grupa B                           | Grupa C                       | Grupa D                      | Grupa E                      | Grupa F                                                   |
| ------------------------- | --------------------------------- | ----------------------------- | ---------------------------- | ---------------------------- | --------------------------------------------------------- |
| Włochy Chiny Belgia Egipt | Meksyk Polska Wenezuela Finlandia | ZSRR Brazylia Francja Tunezja | Japonia Kuba Węgry Argentyna | Bułgaria NRD Holandia Kanada | Korea Południowa Czechosłowacja Rumunia Stany Zjednoczone |

## Pierwsza faza grupowa

### Grupa A
Rzym
Wyniki
| Data  | Drużyna 1 | Wynik | Drużyna 2 | 1     | 2     | 3     | 4     | 5    | * |
| ----- | --------- | ----- | --------- | ----- | ----- | ----- | ----- | ---- | - |
| 20.09 | Włochy    | 3:0   | Belgia    | 15:6  | 15:5  | 15:11 |       |      |   |
| 20.09 | Chiny     | 3:0   | Egipt     | 15:13 | 15:6  | 15:6  |       |      |   |
| 21.09 | Chiny     | 3:1   | Belgia    | 15:10 | 15:6  | 11:15 | 15:9  |      |   |
| 21.09 | Włochy    | 3:0   | Egipt     | 15:5  | 15:4  | 15:9  |       |      |   |
| 22.09 | Belgia    | 3:2   | Egipt     | 17:15 | 15:1  | 10:15 | 12:15 | 15:9 |   |
| 22.09 | Włochy    | 3:1   | Chiny     | 15:8  | 16:15 | 15:11 | 15:10 |      |   |

Tabela
| Lp. | Drużyna | Pkt | Mecze | Mecze | Mecze | Sety | Sety | Sety  |
| Lp. | Drużyna | Pkt | M     | W     | P     | wyg. | prz. | ratio |
| --- | ------- | --- | ----- | ----- | ----- | ---- | ---- | ----- |
| 1   | Włochy  | 6   | 3     | 3     | 0     | 9    | 1    | 9.000 |
| 2   | Chiny   | 5   | 3     | 2     | 1     | 7    | 4    | 1.750 |
| 3   | Belgia  | 4   | 3     | 1     | 2     | 4    | 8    | 0.500 |
| 4   | Egipt   | 3   | 3     | 0     | 3     | 2    | 9    | 0.222 |

Źródło: the-sports.org
Punktacja: zwycięstwo – 2 pkt; porażka – 1 pkt

### Grupa B
Bergamo
Wyniki
| Data  | Drużyna 1 | Wynik | Drużyna 2 | 1     | 2     | 3     | 4     | 5     | * |
| ----- | --------- | ----- | --------- | ----- | ----- | ----- | ----- | ----- | - |
| 20.09 | Meksyk    | 3:1   | Wenezuela | 15:13 | 15:6  | 13:15 | 15:3  |       |   |
| 20.09 | Polska    | 3:1   | Finlandia | 15:8  | 15:6  | 13:15 | 15:9  |       |   |
| 21.09 | Polska    | 3:0   | Wenezuela | 15:4  | 15:7  | 15:12 |       |       |   |
| 21.09 | Meksyk    | 3:2   | Finlandia | 9:15  | 15:13 | 15:9  | 19:15 | 15:10 |   |
| 22.09 | Wenezuela | 3:2   | Finlandia | 15:11 | 17:15 | 17:15 | 15:13 | 15:9  |   |
| 22.09 | Polska    | 3:0   | Meksyk    | 15:3  | 15:7  | 15:4  |       |       |   |

Tabela
| Lp. | Drużyna   | Pkt | Mecze | Mecze | Mecze | Sety | Sety | Sety  |
| Lp. | Drużyna   | Pkt | M     | W     | P     | wyg. | prz. | ratio |
| --- | --------- | --- | ----- | ----- | ----- | ---- | ---- | ----- |
| 1   | Polska    | 6   | 3     | 3     | 0     | 9    | 1    | 9.000 |
| 2   | Meksyk    | 5   | 3     | 2     | 1     | 6    | 6    | 1.000 |
| 3   | Wenezuela | 4   | 3     | 1     | 2     | 4    | 8    | 0.500 |
| 4   | Finlandia | 3   | 3     | 0     | 3     | 5    | 9    | 0.556 |

Źródło: the-sports.org
Punktacja: zwycięstwo – 2 pkt; porażka – 1 pkt

### Grupa C
Udinese
Wyniki
| Data  | Drużyna 1 | Wynik | Drużyna 2 | 1     | 2     | 3     | 4    | 5 | * |
| ----- | --------- | ----- | --------- | ----- | ----- | ----- | ---- | - | - |
| 20.09 | Brazylia  | 3:0   | Tunezja   | 15:10 | 15:2  | 15:8  |      |   |   |
| 20.09 | ZSRR      | 3:0   | Francja   | 15:6  | 15:6  | 15:2  |      |   |   |
| 21.09 | Francja   | 3:0   | Tunezja   | 15:7  | 15:4  | 15:6  |      |   |   |
| 21.09 | ZSRR      | 3:1   | Brazylia  | 11:15 | 17:15 | 15:8  | 15:9 |   |   |
| 22.09 | ZSRR      | 3:0   | Tunezja   | 15:1  | 15:2  | 15:7  |      |   |   |
| 22.09 | Brazylia  | 3:1   | Francja   | 15:11 | 15:13 | 14:16 | 15:7 |   |   |

Tabela
| Lp. | Drużyna  | Pkt | Mecze | Mecze | Mecze | Sety | Sety | Sety  |
| Lp. | Drużyna  | Pkt | M     | W     | P     | wyg. | prz. | ratio |
| --- | -------- | --- | ----- | ----- | ----- | ---- | ---- | ----- |
| 1   | ZSRR     | 6   | 3     | 3     | 0     | 9    | 1    | 9.000 |
| 2   | Brazylia | 5   | 3     | 2     | 1     | 7    | 4    | 1.750 |
| 3   | Francja  | 4   | 3     | 1     | 2     | 4    | 6    | 0.667 |
| 4   | Tunezja  | 3   | 3     | 0     | 3     | 0    | 9    | 0.000 |

Źródło: the-sports.org
Punktacja: zwycięstwo – 2 pkt; porażka – 1 pkt

### Grupa D
Wenecja
Wyniki
| Data  | Drużyna 1 | Wynik | Drużyna 2 | 1     | 2     | 3     | 4     | 5 | * |
| ----- | --------- | ----- | --------- | ----- | ----- | ----- | ----- | - | - |
| 20.09 | Kuba      | 3:0   | Argentyna | 15:1  | 15:10 | 15:8  |       |   |   |
| 20.09 | Japonia   | 3:1   | Węgry     | 15:6  | 15:9  | 12:15 | 15:6  |   |   |
| 21.09 | Kuba      | 3:1   | Japonia   | 11:15 | 16:14 | 15:7  | 15:12 |   |   |
| 21.09 | Węgry     | 3:0   | Argentyna | 15:6  | 15:6  | 15:10 |       |   |   |
| 22.09 | Japonia   | 3:0   | Argentyna | 15:3  | 15:3  | 15:11 |       |   |   |
| 22.09 | Kuba      | 3:0   | Węgry     | 15:1  | 15:9  | 15:6  |       |   |   |

Tabela
| Lp. | Drużyna   | Pkt | Mecze | Mecze | Mecze | Sety | Sety | Sety  |
| Lp. | Drużyna   | Pkt | M     | W     | P     | wyg. | prz. | ratio |
| --- | --------- | --- | ----- | ----- | ----- | ---- | ---- | ----- |
| 1   | Kuba      | 6   | 3     | 3     | 0     | 9    | 1    | 9.000 |
| 2   | Japonia   | 5   | 3     | 2     | 1     | 7    | 4    | 1.750 |
| 3   | Węgry     | 4   | 3     | 1     | 2     | 4    | 6    | 0.667 |
| 4   | Argentyna | 3   | 3     | 0     | 3     | 0    | 9    | 0.000 |

Źródło: the-sports.org
Punktacja: zwycięstwo – 2 pkt; porażka – 1 pkt

### Grupa E
Parma
Wyniki
| Data  | Drużyna 1 | Wynik | Drużyna 2 | 1     | 2     | 3     | 4     | 5    | * |
| ----- | --------- | ----- | --------- | ----- | ----- | ----- | ----- | ---- | - |
| 20.09 | Bułgaria  | 3:1   | Kanada    | 11:15 | 15:10 | 15:5  | 15:10 |      |   |
| 20.09 | NRD       | 3:0   | Holandia  | 15:11 | 15:6  | 15:7  |       |      |   |
| 21.09 | NRD       | 3:0   | Kanada    | 15:4  | 15:11 | 15:9  |       |      |   |
| 21.09 | Bułgaria  | 3:0   | Holandia  | 15:5  | 15:7  | 15:8  |       |      |   |
| 22.09 | Holandia  | 3:2   | Kanada    | 9:15  | 13:15 | 15:13 | 15:4  | 15:8 |   |
| 22.09 | Bułgaria  | 3:0   | NRD       | 15:8  | 15:4  | 15:6  |       |      |   |

Tabela
| Lp. | Drużyna  | Pkt | Mecze | Mecze | Mecze | Sety | Sety | Sety  |
| Lp. | Drużyna  | Pkt | M     | W     | P     | wyg. | prz. | ratio |
| --- | -------- | --- | ----- | ----- | ----- | ---- | ---- | ----- |
| 1   | Bułgaria | 6   | 3     | 3     | 0     | 9    | 1    | 9.000 |
| 2   | NRD      | 5   | 3     | 2     | 1     | 6    | 3    | 2.000 |
| 3   | Holandia | 4   | 3     | 1     | 2     | 3    | 8    | 0.375 |
| 4   | Kanada   | 3   | 3     | 0     | 3     | 3    | 9    | 0.333 |

Źródło: the-sports.org
Punktacja: zwycięstwo – 2 pkt; porażka – 1 pkt

### Grupa F
Ankona
Wyniki
| Data  | Drużyna 1        | Wynik | Drużyna 2         | 1     | 2     | 3      | 4     | 5    | * |
| ----- | ---------------- | ----- | ----------------- | ----- | ----- | ------ | ----- | ---- | - |
| 20.09 | Rumunia          | 3:0   | Stany Zjednoczone | 17:15 | 15:8  | 118:16 |       |      |   |
| 20.09 | Korea Południowa | 3:2   | Czechosłowacja    | 15:7  | 18:15 | 15:12  | 12:15 | 15:5 |   |
| 21.09 | Czechosłowacja   | 3:0   | Stany Zjednoczone | 15:5  | 15:10 | 15:12  |       |      |   |
| 21.09 | Korea Południowa | 3:1   | Rumunia           | 14:16 | 16:14 | 15:3   | 15:12 |      |   |
| 22.09 | Korea Południowa | 3:0   | Stany Zjednoczone | 15:8  | 15:11 | 15:8   |       |      |   |
| 22.09 | Czechosłowacja   | 3:2   | Rumunia           | 15:11 | 15:12 | 14:16  | 18:15 | 15:3 |   |

Tabela
| Lp. | Drużyna           | Pkt | Mecze | Mecze | Mecze | Sety | Sety | Sety  |
| Lp. | Drużyna           | Pkt | M     | W     | P     | wyg. | prz. | ratio |
| --- | ----------------- | --- | ----- | ----- | ----- | ---- | ---- | ----- |
| 1   | Korea Południowa  | 6   | 3     | 3     | 0     | 9    | 3    | 3.000 |
| 2   | Czechosłowacja    | 5   | 3     | 2     | 1     | 8    | 5    | 1.600 |
| 3   | Rumunia           | 4   | 3     | 1     | 2     | 6    | 6    | 1.000 |
| 4   | Stany Zjednoczone | 3   | 3     | 0     | 3     | 0    | 9    | 0.000 |

Źródło: the-sports.org
Punktacja: zwycięstwo – 2 pkt; porażka – 1 pkt

## Mecze o miejsca 1-12.

### Grupa G
Rzym
Wyniki
| Data  | Drużyna 1 | Wynik | Drużyna 2 | 1     | 2     | 3     | 4     | 5     | * |
| ----- | --------- | ----- | --------- | ----- | ----- | ----- | ----- | ----- | - |
| 24.09 | Bułgaria  | 3:2   | Chiny     | 8:15  | 15:10 | 15:8  | 14:16 | 15:10 |   |
| 24.09 | ZSRR      | 3:0   | NRD       | 15:3  | 15:7  | 15:11 |       |       |   |
| 24.09 | Włochy    | 3:2   | Brazylia  | 14:16 | 15:12 | 10:15 | 15:10 | 17:15 |   |
| 25.09 | ZSRR      | 3:1   | Bułgaria  | 15:7  | 15:6  | 17:15 | 15:8  |       |   |
| 25.09 | Chiny     | 3:1   | Brazylia  | 15:10 | 15:13 | 15:17 | 15:13 |       |   |
| 25.09 | Włochy    | 3:1   | NRD       | 15:8  | 15:7  | 15:17 | 15:5  |       |   |
| 26.09 | ZSRR      | 3:1   | Chiny     | 15:8  | 15:7  | 19:15 | 15:6  |       |   |
| 26.09 | Brazylia  | 3:2   | NRD       | 11:15 | 15:10 | 15:11 | 8:15  | 15:4  |   |
| 26.09 | Włochy    | 3:0   | Bułgaria  | 15:9  | 15:6  | 17:15 |       |       |   |
| 27.09 | Chiny     | 3:0   | NRD       | 15:5  | 15:3  | 15:11 |       |       |   |
| 27.09 | Brazylia  | 3:0   | Bułgaria  | 15:3  | 15:7  | 15:7  |       |       |   |
| 27.09 | ZSRR      | 3:0   | Włochy    | 15:11 | 15:6  | 15:3  |       |       |   |

Tabela
| Lp. | Drużyna  | Pkt | Mecze | Mecze | Mecze | Sety | Sety | Sety  |
| Lp. | Drużyna  | Pkt | M     | W     | P     | wyg. | prz. | ratio |
| --- | -------- | --- | ----- | ----- | ----- | ---- | ---- | ----- |
| 1   | ZSRR     | 10  | 5     | 5     | 0     | 15   | 3    | 5.000 |
| 2   | Włochy   | 9   | 5     | 4     | 1     | 12   | 7    | 1.714 |
| 3   | Chiny    | 7   | 5     | 2     | 3     | 10   | 10   | 1.000 |
| 4   | Brazylia | 7   | 5     | 2     | 3     | 10   | 11   | 0.909 |
| 5   | Bułgaria | 7   | 5     | 2     | 3     | 7    | 11   | 0.636 |
| 6   | NRD      | 5   | 5     | 0     | 5     | 3    | 15   | 0.200 |

Źródło: the-sports.org
Punktacja: zwycięstwo – 2 pkt; porażka – 1 pkt
     awans do grupy finałowej

### Grupa H
Rzym
Wyniki
| Data  | Drużyna 1        | Wynik | Drużyna 2        | 1     | 2     | 3     | 4     | 5     | * |
| ----- | ---------------- | ----- | ---------------- | ----- | ----- | ----- | ----- | ----- | - |
| 24.09 | Korea Południowa | 3:0   | Meksyk           | 15:8  | 15:7  | 15:7  |       |       |   |
| 24.09 | Kuba             | 3:2   | Czechosłowacja   | 15:8  | 17:15 | 15:3  | 13:15 | 15:10 |   |
| 24.09 | Polska           | 3:2   | Japonia          | 13:15 | 15:12 | 5:15  | 15:10 | 15:9  |   |
| 25.09 | Polska           | 3:1   | Czechosłowacja   | 15:9  | 13:15 | 15:10 | 15:10 |       |   |
| 25.09 | Japonia          | 3:0   | Meksyk           | 15:6  | 15:3  | 15:12 |       |       |   |
| 25.09 | Kuba             | 3:2   | Korea Południowa | 17:15 | 12:15 | 15:13 | 12:15 | 15:7  |   |
| 26.09 | Czechosłowacja   | 3:0   | Japonia          | 15:9  | 15:6  | 17:15 |       |       |   |
| 26.09 | Kuba             | 3:0   | Meksyk           | 15:9  | 15:2  | 15:11 |       |       |   |
| 26.09 | Korea Południowa | 3:1   | Polska           | 15:7  | 11:15 | 16:14 | 15:10 |       |   |
| 27.09 | Czechosłowacja   | 3:0   | Meksyk           | 15:4  | 15:13 | 15:2  |       |       |   |
| 27.09 | Kuba             | 3:0   | Polska           | 15:8  | 15:10 | 15:9  |       |       |   |
| 27.09 | Japonia          | 3:1   | Korea Południowa | 15:4  | 15:9  | 11:15 | 15:6  |       |   |

Tabela
| Lp. | Drużyna          | Pkt | Mecze | Mecze | Mecze | Sety | Sety | Sety  |
| Lp. | Drużyna          | Pkt | M     | W     | P     | wyg. | prz. | ratio |
| --- | ---------------- | --- | ----- | ----- | ----- | ---- | ---- | ----- |
| 1   | Kuba             | 10  | 5     | 5     | 0     | 15   | 5    | 3.000 |
| 2   | Korea Południowa | 8   | 5     | 3     | 2     | 12   | 9    | 1.333 |
| 3   | Polska           | 8   | 5     | 3     | 2     | 10   | 9    | 1.111 |
| 4   | Czechosłowacja   | 7   | 5     | 2     | 3     | 11   | 9    | 1.222 |
| 5   | Japonia          | 7   | 5     | 2     | 3     | 9    | 10   | 0.900 |
| 6   | Meksyk           | 5   | 5     | 0     | 5     | 0    | 15   | 0.000 |

Źródło: the-sports.org
Punktacja: zwycięstwo – 2 pkt; porażka – 1 pkt
     awans do grupy finałowej

## Mecze o miejsca 13-24.

### Grupa I
Wenecja
Wyniki
| Data  | Drużyna 1 | Wynik | Drużyna 2 | 1     | 2     | 3     | 4     | 5     | * |
| ----- | --------- | ----- | --------- | ----- | ----- | ----- | ----- | ----- | - |
| 24.09 | Belgia    | 3:0   | Tunezja   | 16:14 | 15:3  | 15:10 |       |       |   |
| 24.09 | Holandia  | 3:0   | Egipt     | 15:11 | 17:15 | 16:14 |       |       |   |
| 24.09 | Francja   | 3:0   | Kanada    | 15:12 | 15:11 | 15:13 |       |       |   |
| 25.09 | Holandia  | 3:0   | Tunezja   | 15:2  | 15:10 | 15:12 |       |       |   |
| 25.09 | Kanada    | 3:2   | Egipt     | 12:15 | 15:11 | 15:11 | 12:15 | 15:13 |   |
| 25.09 | Francja   | 3:0   | Belgia    | 15:5  | 15:8  | 15:2  |       |       |   |
| 26.09 | Francja   | 3:0   | Egipt     | 15:5  | 15:5  | 15:4  |       |       |   |
| 26.09 | Kanada    | 3:0   | Tunezja   | 16:14 | 15:4  | 15:8  |       |       |   |
| 26.09 | Holandia  | 3:0   | Belgia    | 15:2  | 15:4  | 15:8  |       |       |   |
| 27.09 | Egipt     | 3:0   | Tunezja   | 15:13 | 15:12 | 15:10 |       |       |   |
| 27.09 | Francja   | 3:2   | Holandia  | 15:9  | 13:15 | 10:15 | 15:11 | 15:11 |   |
| 27.09 | Kanada    | 3:0   | Belgia    | 15:6  | 15:10 | 15:13 |       |       |   |

Tabela
| Lp. | Drużyna  | Pkt | Mecze | Mecze | Mecze | Sety | Sety | Sety  |
| Lp. | Drużyna  | Pkt | M     | W     | P     | wyg. | prz. | ratio |
| --- | -------- | --- | ----- | ----- | ----- | ---- | ---- | ----- |
| 1   | Francja  | 10  | 5     | 5     | 0     | 15   | 2    | 7.500 |
| 2   | Holandia | 9   | 5     | 4     | 1     | 14   | 5    | 2.800 |
| 3   | Kanada   | 8   | 5     | 3     | 2     | 11   | 8    | 1.375 |
| 4   | Belgia   | 7   | 5     | 2     | 3     | 6    | 11   | 0.545 |
| 5   | Egipt    | 6   | 5     | 1     | 4     | 7    | 12   | 0.583 |
| 6   | Tunezja  | 5   | 5     | 0     | 5     | 0    | 15   | 0.000 |

Źródło: the-sports.org
Punktacja: zwycięstwo – 2 pkt; porażka – 1 pkt

### Grupa J
Wenecja
Wyniki
| Data  | Drużyna 1         | Wynik | Drużyna 2         | 1     | 2     | 3      | 4     | 5    | * |
| ----- | ----------------- | ----- | ----------------- | ----- | ----- | ------ | ----- | ---- | - |
| 24.09 | Węgry             | 3:0   | Wenezuela         | 15:10 | 15:6  | 15:2   |       |      |   |
| 24.09 | Finlandia         | 3:2   | Stany Zjednoczone | 13:15 | 19:15 | 118:16 | 15:12 | 15:7 |   |
| 24.09 | Rumunia           | 3:2   | Argentyna         | 15:7  | 11:15 | 15:8   | 11:15 | 15:8 |   |
| 25.09 | Węgry             | 3:1   | Finlandia         | 12:15 | 15:10 | 15:10  | 15:6  |      |   |
| 25.09 | Stany Zjednoczone | 3:0   | Argentyna         | 15:8  | 15:3  | 15:6   |       |      |   |
| 25.09 | Rumunia           | 3:2   | Wenezuela         |       |       |        |       |      |   |
| 26.09 | Stany Zjednoczone | 3:1   | Węgry             | 15:9  | 16:14 | 11:15  | 15:6  |      |   |
| 26.09 | Rumunia           | 3:0   | Finlandia         | 15:10 | 15:7  | 15:3   |       |      |   |
| 26.09 | Wenezuela         | 3:1   | Argentyna         |       |       |        |       |      |   |
| 27.09 | Stany Zjednoczone | 3:0   | Wenezuela         | 15:11 | 15:1  | 15:12  |       |      |   |
| 27.09 | Węgry             | 3:1   | Rumunia           | 15:8  | 17:15 | 15:10  | 15:12 |      |   |
| 27.09 | Finlandia         | 3:1   | Argentyna         | 2:15  | 15:8  | 15:13  | 15:2  |      |   |

Tabela
| Lp. | Drużyna           | Pkt | Mecze | Mecze | Mecze | Sety | Sety | Sety  |
| Lp. | Drużyna           | Pkt | M     | W     | P     | wyg. | prz. | ratio |
| --- | ----------------- | --- | ----- | ----- | ----- | ---- | ---- | ----- |
| 1   | Węgry             | 9   | 5     | 4     | 1     | 13   | 5    | 2.600 |
| 2   | Rumunia           | 9   | 5     | 4     | 1     | 13   | 7    | 1.857 |
| 3   | Stany Zjednoczone | 8   | 5     | 3     | 2     | 11   | 7    | 1.571 |
| 4   | Finlandia         | 7   | 5     | 2     | 3     | 9    | 12   | 0.750 |
| 5   | Wenezuela         | 7   | 5     | 2     | 3     | 8    | 12   | 0.667 |
| 6   | Argentyna         | 5   | 5     | 0     | 5     | 4    | 15   | 0.267 |

Źródło: the-sports.org
Punktacja: zwycięstwo – 2 pkt; porażka – 1 pkt

## Faza finałowa

### Mecze o miejsca 21-24.
Wenecja
| Data  | Drużyna 1 | Wynik | Drużyna 2 | 1     | 2     | 3    | 4     | 5 | * |
| ----- | --------- | ----- | --------- | ----- | ----- | ---- | ----- | - | - |
| 30.09 | Wenezuela | 3:0   | Tunezja   | 15:12 | 15:8  | 15:8 |       |   |   |
| 30.09 | Argentyna | 3:1   | Egipt     | 15:8  | 10:15 | 15:8 | 15:10 |   |   |

Mecz o 21. miejsce
| Data  | Drużyna 1 | Wynik | Drużyna 2 | 1    | 2     | 3    | 4 | 5 | * |
| ----- | --------- | ----- | --------- | ---- | ----- | ---- | - | - | - |
| 01.10 | Wenezuela | 3:0   | Argentyna | 15:7 | 15:10 | 15:7 |   |   |   |

Mecz o 23. miejsce
| Data  | Drużyna 1 | Wynik | Drużyna 2 | 1    | 2    | 3     | 4 | 5 | * |
| ----- | --------- | ----- | --------- | ---- | ---- | ----- | - | - | - |
| 01.10 | Egipt     | 3:0   | Tunezja   | 15:4 | 15:5 | 15:10 |   |   |   |

### Mecze o miejsca 17-20.
Wenecja
| Data  | Drużyna 1 | Wynik | Drużyna 2         | 1     | 2     | 3     | 4     | 5 | * |
| ----- | --------- | ----- | ----------------- | ----- | ----- | ----- | ----- | - | - |
| 30.09 | Belgia    | 3:1   | Stany Zjednoczone | 15:12 | 15:10 | 12:15 | 15:10 |   |   |
| 30.09 | Finlandia | 3:0   | Kanada            | 15:10 | 15:4  | 15:10 |       |   |   |

Mecz o 17. miejsce
| Data  | Drużyna 1 | Wynik | Drużyna 2 | 1     | 2    | 3     | 4 | 5 | * |
| ----- | --------- | ----- | --------- | ----- | ---- | ----- | - | - | - |
| 01.10 | Belgia    | 0:3   | Finlandia | 13:15 | 8:15 | 13:15 |   |   |   |

Mecz o 19. miejsce
| Data  | Drużyna 1         | Wynik | Drużyna 2 | 1    | 2    | 3    | 4 | 5 | * |
| ----- | ----------------- | ----- | --------- | ---- | ---- | ---- | - | - | - |
| 01.10 | Stany Zjednoczone | 3:0   | Kanada    | 15:4 | 15:9 | 15:8 |   |   |   |

### Mecze o miejsca 13-16.
Wenecja
| Data  | Drużyna 1 | Wynik | Drużyna 2 | 1     | 2     | 3    | 4    | 5 | * |
| ----- | --------- | ----- | --------- | ----- | ----- | ---- | ---- | - | - |
| 30.09 | Francja   | 1:3   | Rumunia   | 15:11 | 12:15 | 2:15 | 5:15 |   |   |
| 30.09 | Węgry     | 3:1   | Holandia  | 15:9  | 13:15 | 15:7 | 15:5 |   |   |

Mecz o 13. miejsce
| Data  | Drużyna 1 | Wynik | Drużyna 2 | 1     | 2     | 3    | 4    | 5 | * |
| ----- | --------- | ----- | --------- | ----- | ----- | ---- | ---- | - | - |
| 01.10 | Rumunia   | 3:1   | Węgry     | 10:15 | 15:12 | 15:4 | 15:7 |   |   |

Mecz o 15. miejsce
| Data  | Drużyna 1 | Wynik | Drużyna 2 | 1    | 2    | 3     | 4    | 5 | * |
| ----- | --------- | ----- | --------- | ---- | ---- | ----- | ---- | - | - |
| 01.10 | Francja   | 3:1   | Holandia  | 15:4 | 15:7 | 11:15 | 15:7 |   |   |

### Mecze o miejsca 9-12.
Rzym
| Data  | Drużyna 1 | Wynik | Drużyna 2 | 1     | 2    | 3     | 4     | 5     | * |
| ----- | --------- | ----- | --------- | ----- | ---- | ----- | ----- | ----- | - |
| 30.09 | Bułgaria  | 3:2   | Meksyk    | 12:15 | 15:8 | 13:15 | 15:12 | 15:12 |   |
| 30.09 | NRD       | 3:1   | Japonia   | 15:8  | 7:15 | 15:11 | 15:7  |       |   |

Mecz o 9. miejsce
| Data  | Drużyna 1 | Wynik | Drużyna 2 | 1    | 2    | 3     | 4     | 5 | * |
| ----- | --------- | ----- | --------- | ---- | ---- | ----- | ----- | - | - |
| 01.10 | Bułgaria  | 1:3   | NRD       | 15:6 | 9:15 | 10:15 | 10:15 |   |   |

Mecz o 11. miejsce
| Data  | Drużyna 1 | Wynik | Drużyna 2 | 1     | 2    | 3    | 4    | 5 | * |
| ----- | --------- | ----- | --------- | ----- | ---- | ---- | ---- | - | - |
| 01.10 | Japonia   | 3:1   | Meksyk    | 12:15 | 15:7 | 15:3 | 15:5 |   |   |

### Mecze o miejsca 5-8.
Rzym
| Data  | Drużyna 1      | Wynik | Drużyna 2 | 1     | 2     | 3    | 4     | 5 | * |
| ----- | -------------- | ----- | --------- | ----- | ----- | ---- | ----- | - | - |
| 30.09 | Czechosłowacja | 3:1   | Chiny     | 14:16 | 15:7  | 15:5 | 15:12 |   |   |
| 30.09 | Brazylia       | 3:0   | Polska    | 15:11 | 15:12 | 15:7 |       |   |   |

Mecz o 5. miejsce
| Data  | Drużyna 1      | Wynik | Drużyna 2 | 1    | 2     | 3    | 4     | 5    | * |
| ----- | -------------- | ----- | --------- | ---- | ----- | ---- | ----- | ---- | - |
| 01.10 | Czechosłowacja | 3:2   | Brazylia  | 5:15 | 16:14 | 4:15 | 15:11 | 15:6 |   |

Mecz o 7. miejsce
| Data  | Drużyna 1 | Wynik | Drużyna 2 | 1     | 2     | 3     | 4     | 5     | * |
| ----- | --------- | ----- | --------- | ----- | ----- | ----- | ----- | ----- | - |
| 01.10 | Chiny     | 3:2   | Polska    | 12:15 | 15:13 | 11:15 | 15:13 | 15:13 |   |

### Mecze o miejsca 1-4.
Rzym

#### Półfinał
| Data  | Drużyna 1 | Wynik | Drużyna 2        | 1     | 2     | 3     | 4     | 5 | * |
| ----- | --------- | ----- | ---------------- | ----- | ----- | ----- | ----- | - | - |
| 30.09 | ZSRR      | 3:0   | Korea Południowa | 15:3  | 15:3  | 15:9  |       |   |   |
| 30.09 | Kuba      | 1:3   | Włochy           | 17:15 | 11:15 | 14:16 | 12:15 |   |   |

#### Mecz o 3. miejsce
| Data  | Drużyna 1 | Wynik | Drużyna 2        | 1     | 2    | 3     | 4    | 5 | * |
| ----- | --------- | ----- | ---------------- | ----- | ---- | ----- | ---- | - | - |
| 01.10 | Kuba      | 3:1   | Korea Południowa | 17:15 | 15:9 | 13:15 | 15:5 |   |   |

#### Finał
| Data  | Drużyna 1 | Wynik | Drużyna 2 | 1     | 2     | 3    | 4 | 5 | * |
| ----- | --------- | ----- | --------- | ----- | ----- | ---- | - | - | - |
| 01.10 | ZSRR      | 3:0   | Włochy    | 15:10 | 15:13 | 15:1 |   |   |   |

## Klasyfikacja końcowa
| Miejsce | Reprezentacja     |
| ------- | ----------------- |
| złoto   | ZSRR              |
| srebro  | Włochy            |
| brąz    | Kuba              |
| 4.      | Korea Południowa  |
| 5.      | Czechosłowacja    |
| 6.      | Brazylia          |
| 7.      | Chiny             |
| 8.      | Polska            |
| 9.      | NRD               |
| 10.     | Bułgaria          |
| 11.     | Japonia           |
| 12.     | Meksyk            |
| 13.     | Rumunia           |
| 14.     | Węgry             |
| 15.     | Francja           |
| 16.     | Holandia          |
| 17.     | Finlandia         |
| 18.     | Belgia            |
| 19.     | Stany Zjednoczone |
| 20.     | Kanada            |
| 21.     | Wenezuela         |
| 22.     | Argentyna         |
| 23.     | Egipt             |
| 24.     | Tunezja           |